# Fabián Mazzei
Fabián Mazzei (ur. 18 stycznia 1966 roku w Buenos Aires) – argentyński aktor, znany w Polsce z telenoweli Fortuna i miłość (2002) i Rebelde Way (2003) z Luisaną Lopilato. W hiszpańskiej telenoweli Krok naprzód (Un Paso adelante, 2003–2005) pojawił się jako Horacio Alonso, wykładowca teatralny. W hiszpańskim krótkometrażowym filmie przygodowym w stylu Jamesa Bonda McGuffin (2005) zagrał mężczyznę, który próbuje odzyskać porwaną przez wiatr koszulkę pięknej nieznajomej. Zajmuje się także dubbingiem, użyczył swojego głosu Santiago, bohaterowi filmu animowanego Stefan Malutki (El Ratón Pérez, 2006).
W 2005 roku był związany z tancerką Mónicą Cruz Sánchez, młodszą siostrą Penélope Cruz. Jednak w obawie przed ślubem wyjechał z Hiszpanii. Romansował także z chilijską modelką Kenitą Larrain (związek przetrwał niecały rok) i aktorką Araceli González (2008), którą poznał na planie telenoweli Fortuna i miłość (1000 millones, 2002).

## Filmografia

### filmy telewizyjne
- 2006: Psychiczna gra (Rojo intenso) jako Ignacio
- 2006: Stefan Malutki (El Ratón Pérez) jako Santiago
- 2005: McGuffin
- 2001: Entre los dioses del desprecio
- 2000: Apariencias jako Federico

### telenowele
- 2006: Alma pirata jako Iván Ferrer
- 2003–2005: Krok naprzód (Un Paso adelante) jako Horacio
- 2003: Rebelde Way jako Andrés Vazquez
- 2002: Fortuna i miłość (1000 millones) jako Diego Vargas
- 2002: Rebelde Way jako Andrés Vazquez
- 2001: El Sodero de mi vida jako Orlando
- 2000: Finałowa minuta (Tiempofinal) jako trener tenisa Any
- 1999: Mistrzowie życia (Campeones de la vida) jako Mario Garmendia
- 1998: Gasoleros
- 1996: Como pan caliente jako Andrés
- 1995: Amigovios jako Javier